# Sándor Ék

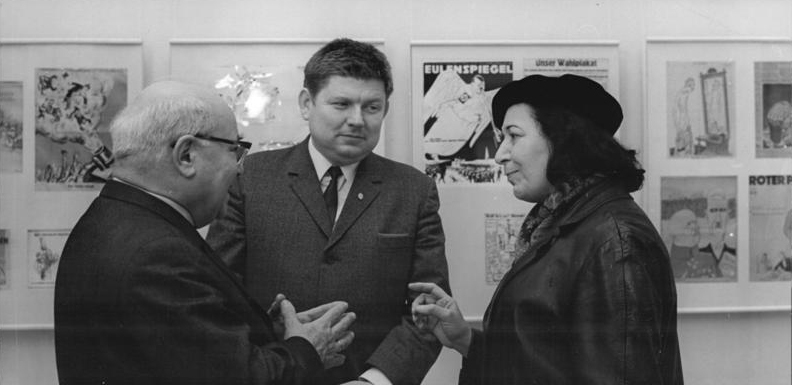
Ék mit Arno Hochmuth (Mitte) und Lea Grundig (1970)

Sándor Ék (geboren 27. August 1902 in Szentmihályfa, Österreich-Ungarn; gestorben 15. Januar 1975 in Budapest) war ein ungarischer Grafiker.

## Leben
Alex Leicht machte eine Lehrausbildung zum Schlosser und studierte bei Bèla Uitz in den Werkstätten für Proletarische Bildende Künste. Er magyarisierte seinen Vornamen Alexander in Sándor und nahm später das Pseudonym Sándor Ék an, auf Deutsch auch Alex Keil. Er beteiligte sich an der Ungarischen Räterepublik und wurde nach deren Niederschlagung 1919 als Mitglied der Kommunistischen Partei Ungarns verhaftet. 1920 gelang ihm die Flucht nach Österreich und von dort in die UdSSR, wo er ein Jahr lang in einer Künstlerlehranstalt war. Er nahm u. a. am II. Kongress der kommunistischen Jungarbeiter-Internationale und am III. Kongress der Komintern teil. Er hielt sich dann in Berlin, Paris und Amsterdam auf, ehe er sich 1925 in Berlin  niederließ und als Illustrator und Grafiker Mitarbeiter der Agitations- und Propaganda-Abteilung der Kommunistischen Partei Deutschlands war. Seine zumeist satirischen Zeichnungen erschienen in „Roter Pfeffer“, „Knüppel“ und „Rote Fahne“. Von 1928 bis 1933 war er Gründungsmitglied und für die ideologische Arbeit zuständiges Mitglied des Reichssekretariats der Assoziation revolutionärer bildender Künstler.
Nach dem Machtantritt der Nazis 1933 emigrierte er in die UdSSR. Er arbeitete in Moskau als Grafiker. 1934 gewann er den wichtigen Plakatwettbewerb „Zehn Jahre ohne Lenin“. Er stellte sich nach 1941 in den Dienst der Roten Armee, mit der er 1944 als Oberleutnant nach Ungarn zurückkehrte. Im nunmehr kommunistisch regierten Ungarn wirkte er als Grafiker, Plakatkünstler und als Dozent an der Ungarischen Akademie der Bildenden Künste.

## Auszeichnungen
- Munkácsy Mihály-díj (1950) (Munkácsy-Preis)
- Kossuth-Preis (1951)
- Magyarország Érdemes Művésze díj (1953) (Hervorragender Künstler der Ungarischen Volksrepublik)
- Vaterländischer Verdienstorden der DDR in Silber (1972)

## Werke (Auswahl)
- Mary MacMillan (das ist: Auguste Lazar): Sally Bleistift in Amerika. Illustrationen Alex Keil. Moskau : Verlagsgenossenschaft ausländischer Arbeiter in der UdSSR, 1935
- Leonid Pantelejew: Budjonnys Kurier. Illustrationen Alex Keil. Moskau : Verlagsgenossenschaft ausländischer Arbeiter in der UdSSR, 1935
- Georg Born: Tagebuch des SA-Mannes Willi Schröder. Illustrationen Alex Keil. Moskau : Verlagsgenossenschaft ausländischer Arbeiter in der UdSSR, 1936
- Auguste Lazar: Jura in der Leninhütte. Illustrationen Sándor Ék. 3. Auflage. Berlin : Kinderbuchverlag, 1970
- Munkái. Budapest : Müvészeti alkotások vállalat kiadása, 1951
- A realizmus zászlaja alatt. Budapest : Képzőművészeti Alap, 1954
- Der Freiheit zum Gruss. Budapest : Corvina, 1955
- Malerei und Grafik. Berlin : Verl. d. Ministeriums f. nationale Verteidigung, 1960
- Die Wurzeln meines Schaffens liegen in der proletarisch-revolutionären Kunst. In: Bildende Kunst. 1972, S. 511–513
- Plakate. Budapest : Corvina-Verlag, 1976, ISBN 963-13-4340-5